# Leão-marinho
O leão-marinho é um animal pinípede caracterizado por orelhas na forma de abas externas, patas dianteiras longas, a capacidade de andar de quatro, cabelos curtos e grossos e um grande peito e barriga. Junto com os leões-marinhos, compreendem a família dos Otariídeos (nome científico: Otariidae), que contém seis espécies existentes e uma extinta (o leão-marinho-japonês) em cinco gêneros. Seu alcance se estende do subártico às águas tropicais do oceano global nos hemisférios norte e sul, com a notável exceção do oceano Atlântico setentrional. Têm uma vida útil média de 20-30 anos. O macho de leão-marinho-da-califórnia pesa em média cerca de 300 quilos (660 libras) e tem cerca de 2,4 metros (8 pés) de comprimento, enquanto a leoa-marinha fêmea pesa 100 quilos (220 libras) e tem 1,8 metros (6 pés) de comprimento. O maior leão-marinho é o é o Leão-marinho-de-steller, que pode pesar 1 000 quilos (2 200 libras) e atingir o comprimento de 3,0 metros (10 pés). Consomem grandes quantidades de comida por vez e são conhecidos por comer cerca de 5–8% de seu peso corporal (cerca de 6,8–15,9 quilos (15–35 libras)) em uma única alimentação. Podem se mover cerca de 16 nós (30 quilômetros por hora) na água e, em sua velocidade, podem atingir uma velocidade de cerca de 30 nós (56 quilômetros por hora). Três espécies, o leão-marinho-australiano (Arctocephalus pusillus), o leão-marinho-de-galápagos (Zalophus wollebaeki) e o leão-marinho-da-nova-zelândia (Phocarctos hookeri), estão listadas como ameaçadas de extinção.

## Taxonomia
Os leões marinhos estão relacionados com as morsas e as focas. Junto com os lobos-marinhos, constituem a família dos Otariídeos, conhecida coletivamente como focas orelhudas. Até recentemente, eram agrupados em uma única subfamília chamada de Otariíneos (Otariinae), enquanto os lobos-marinhos eram agrupados na subfamília dos Arcocefalíneos (Arcocephalinae). Esta divisão baseou-se na característica comum mais proeminente partilhada pelos lobos-marinhos e ausente nos leões-marinhos, nomeadamente a densa subpelagem característica dos primeiros. Evidências genéticas recentes, sugerem que o Callorhinus, o gênero da ursu-marinho-do-norte (Callorhinus ursinus), está mais intimamente relacionado a algumas espécies de leões-marinhos do que a outro gênero de leão-marinho, Arctocephalus.

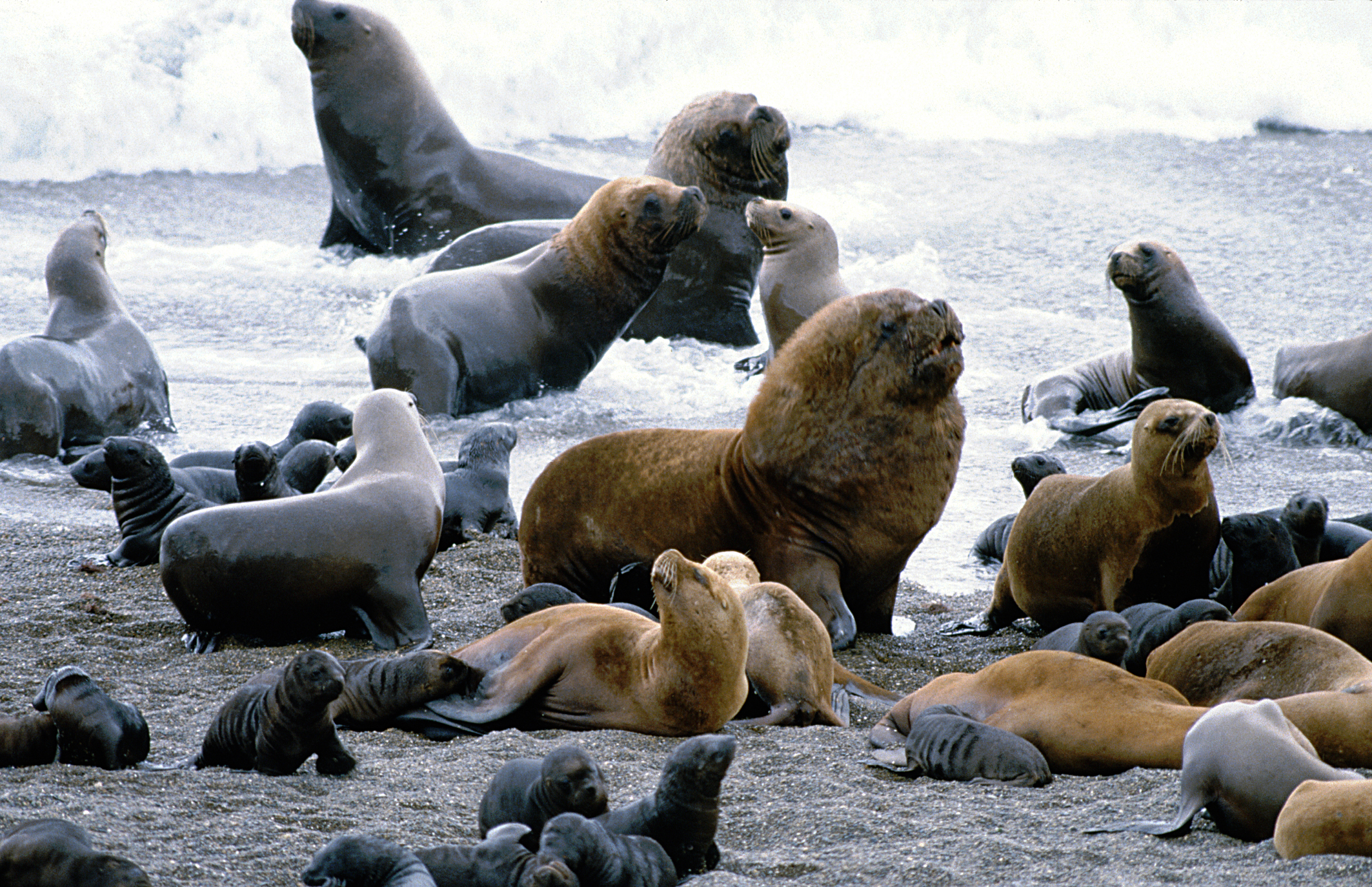
Leões-marinhos na costa do Chile

No entanto, todos os lobos-marinhos têm certas características em comum: o pelo, geralmente tamanhos menores, viagens de forrageamento mais distantes e mais longas, presas menores e mais abundantes e maior dimorfismo sexual. Todos os leões-marinhos têm certas características em comum, em particular sua pele grossa e curta, maior volume e presas maiores do que as lobos-marinhos. Por essas razões, a distinção continua útil. A família dos otariídeos (ordem dos carnívoros) contém as 14 espécies existentes de lobos e leões-marinhos. A classificação tradicional da família nas subfamílias Arctocefalíneos (Arctocephalinae; lobos-marinhos) e Otariíneos (Otariinae; leões-marinhos) não é suportada, com o lobo-marinho Callorhinus ursinus tem um relacionamento basal em relação ao resto da família. Isso é consistente com o registro fóssil que sugere que o gênero divergiu da linha que levou aos demais cerca de seis milhões de anos atrás. Divergências genéticas semelhantes entre os clados de leões-marinhos, bem como entre os principais clados de lobo-marinho Arctocephalus, sugerem que esses grupos passaram por períodos de rápida radiação na época em que divergiram uns dos outros. As relações filogenéticas dentro da família e as distâncias genéticas entre alguns táxons destacam inconsistências na classificação taxonômica atual da família.
Arctocephalus é caracterizado por estados de caráter ancestral, como subpelagem densa e a presença de dentes na bochecha com raiz dupla e, portanto, acredita-se que represente a linha mais "primitiva". Foi a partir dessa linha basal que teriam divergido os leões-marinhos e o outro gênero de lobo-marinho, o Callorhinus. O registro fóssil da costa oeste da América do Norte apresenta evidências para a divergência do Callorhinus por volta de seis milhões de anos atrás, enquanto os fósseis na Califórnia e no Japão sugerem que os leões-marinhos só divergiram anos depois.
- Suborder Caniformia[9]
  - Família dos Otariídeos[10]
    - Subfamília Arctocefalíneos

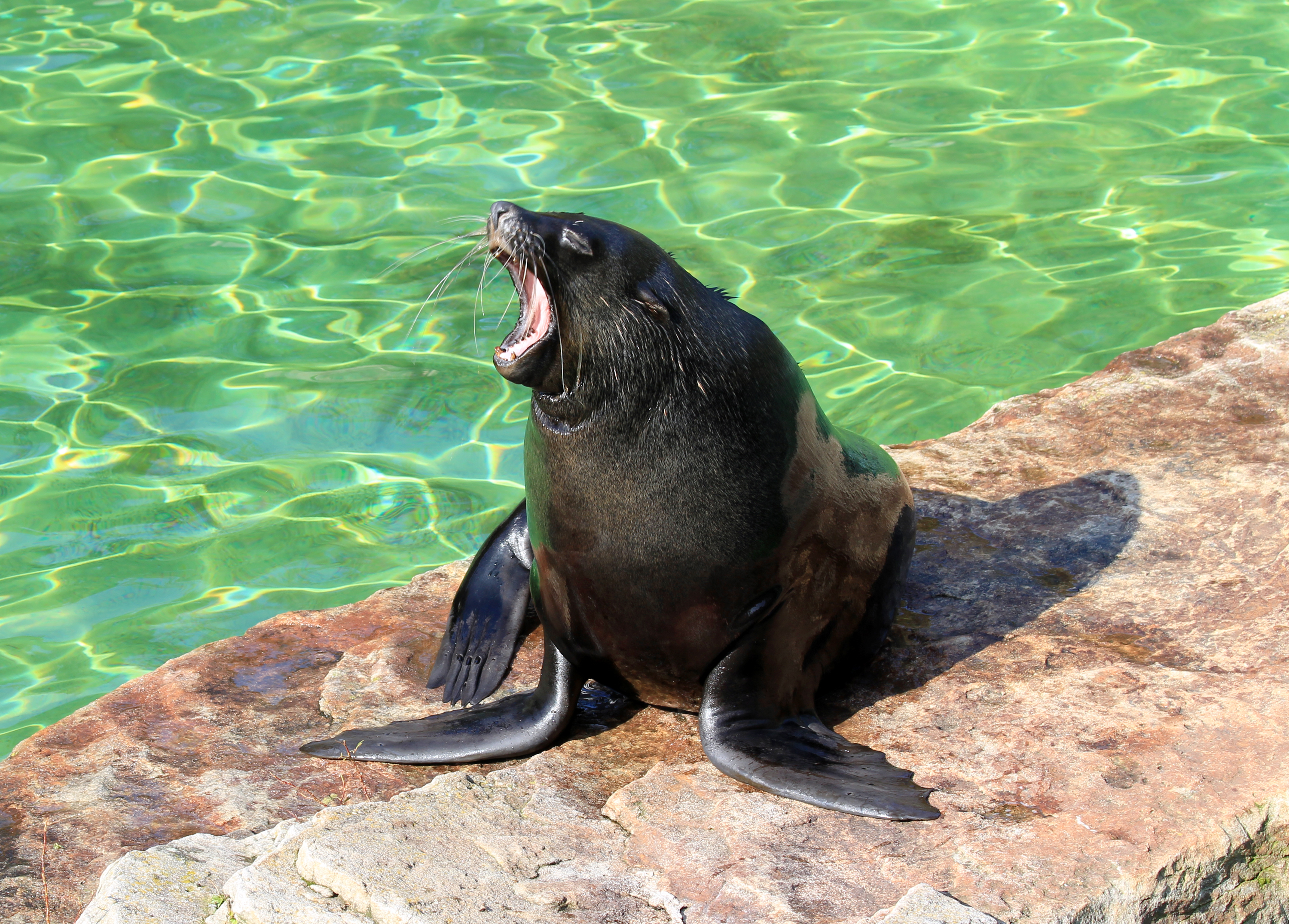
Leão-marinho-australiano (Arctocephalus pusillus) no zoológico de Praga, na Chéquia

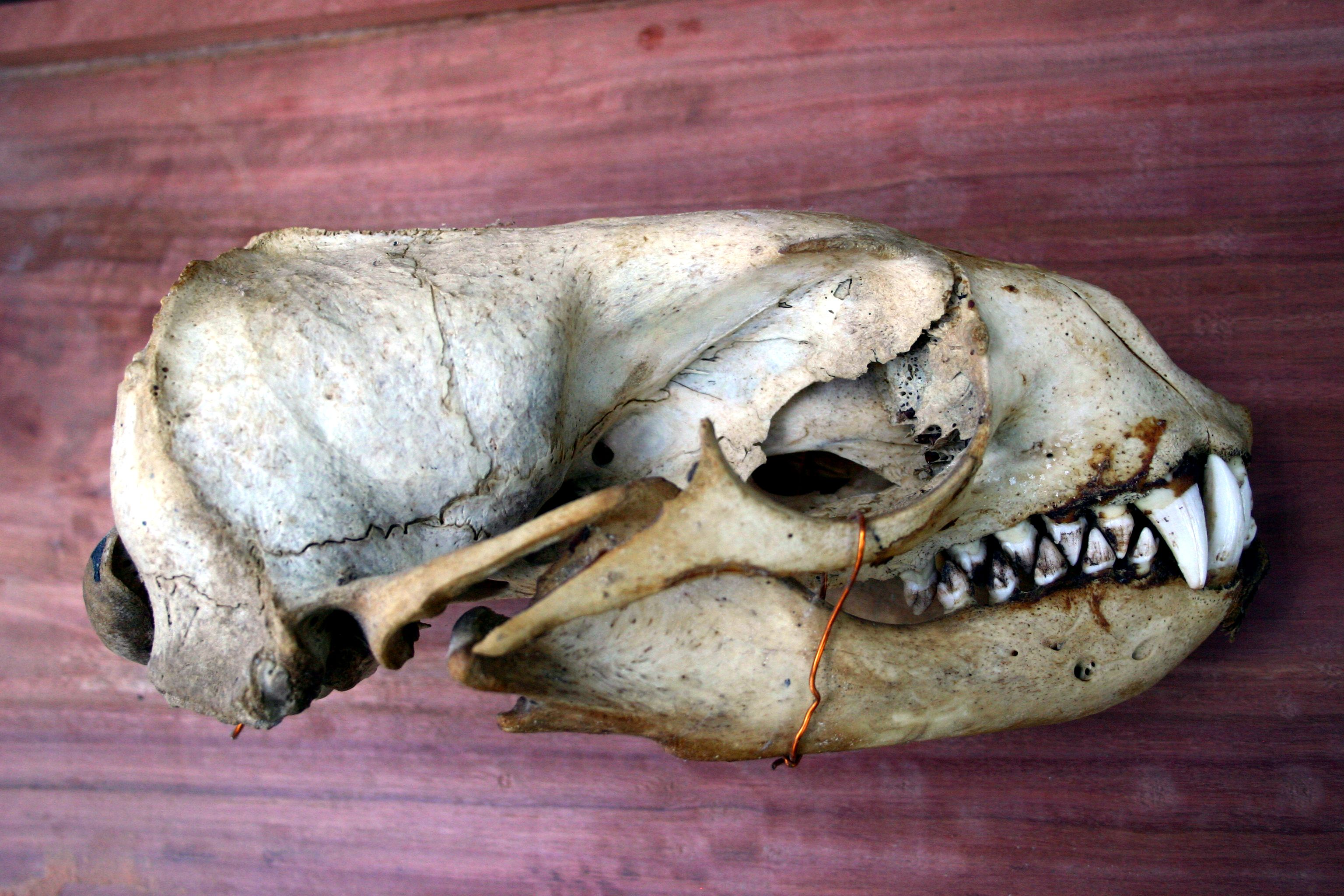
Vista lateral de um crânio de leão-marinho-australiano

      - Gênero Arctocephalus (leão-marinho-do-sul; oito espécies)
      - Gênero Callorhinus (leão-marinho-do-norte; uma espécie)

    - Subfamília Otariíneos
      - Gênero Eumetopias
        - leão-marinho-de-steller, E. jubatus

      - Gênero Neophoca
        - leão-marinho-australiano, N. cinerea

      - Gênero Otaria
        - leão-marinho-da-patagônia, O. flavescens

      - Gênero Phocarctos
        - leão-marinho-da-nova-zelândia, P. hookeri

      - Gênero Zalophus
        - leão-marinho-da-califórnia, Z. californianus
        - leão-marinho-japonês, Z. japonicus – extinta (anos 1950)
        - leão-marinho-de-galápagos, Z. wollebaeki

  - Família dos Focídeos: focas[11]
  - Família dos Odobenídeos: morsas[12]

## Fisiologia

### Adaptações ao mergulho

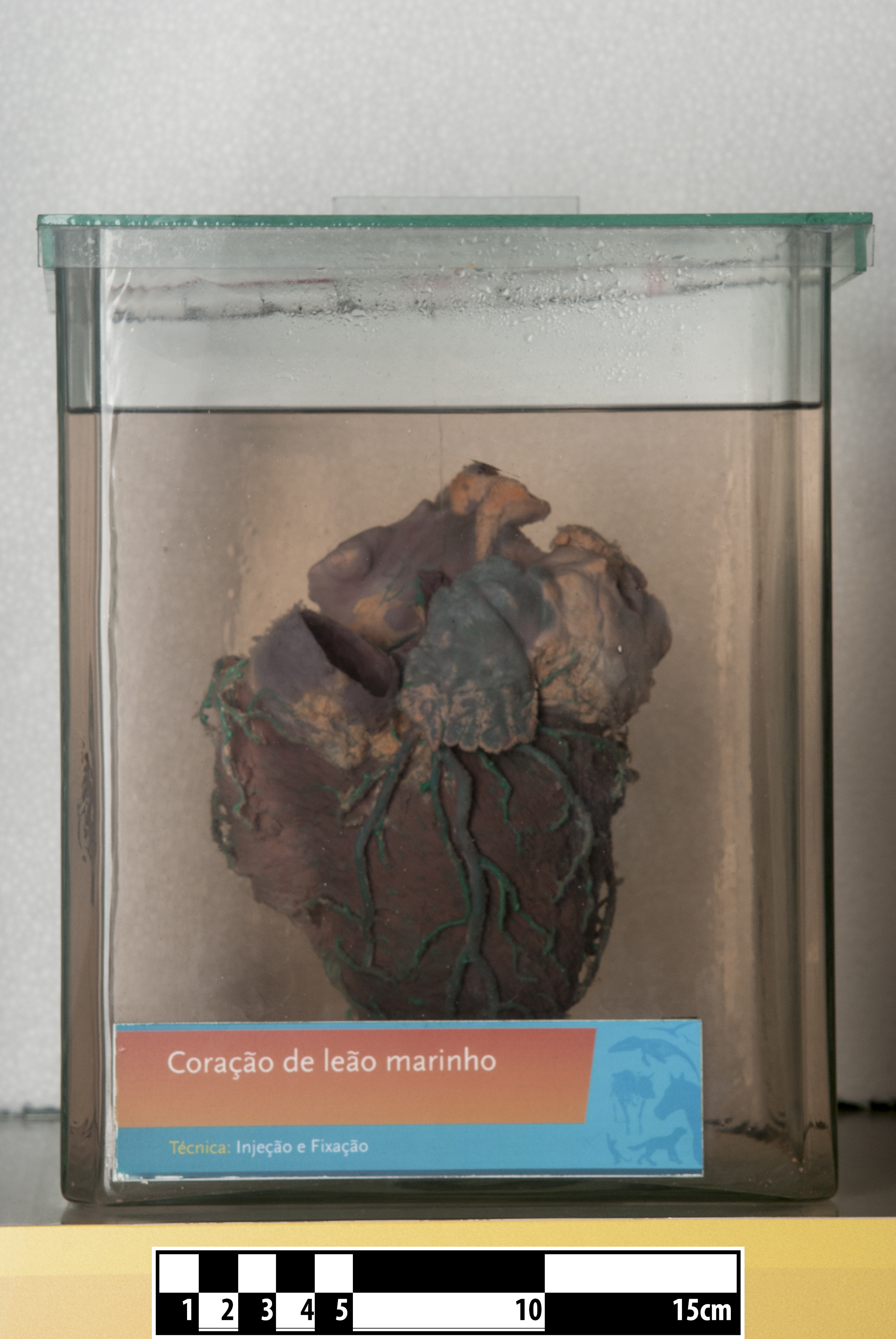
Coração de leão-marinho no Museu de Anatomia Veterinária da Faculdade de Medicina Veterinária e Zootecnia da Universidade de São Paulo (MAV/USP)

As altas pressões associadas aos mergulhos profundos fazem com que gases como o nitrogênio se acumulem nos tecidos, que são então liberados na superfície, podendo causar a morte. Uma das maneiras pelas quais os leões-marinhos lidam com as pressões extremas é limitando a quantidade de trocas gasosas que ocorre durante o mergulho. Permite que os alvéolos sejam comprimidos pelo aumento da pressão da água, forçando, assim, o ar da superfície para as vias aéreas revestidas de cartilagem pouco antes da superfície de troca gasosa. Este processo evita qualquer troca adicional de oxigênio com o sangue para os músculos, exigindo que todos os músculos sejam carregados com oxigênio suficiente para durar todo o mergulho. No entanto, essa manobra reduz a quantidade de gases comprimidos que entram nos tecidos, reduzindo, portanto, o risco de doença de descompressão. O colapso dos alvéolos não permite nenhum armazenamento de oxigênio nos pulmões. Isso significa que os leões-marinhos devem reduzir o uso de oxigênio para estender seus mergulhos. A disponibilidade de oxigênio é prolongada pelo controle fisiológico da frequência cardíaca. Ao reduzir a frequência cardíaca para bem abaixo das taxas de superfície, o oxigênio é economizado reduzindo as trocas gasosas, bem como reduzindo a energia necessária para uma frequência cardíaca alta.
A bradicardia é um mecanismo de controle que permite a mudança do oxigênio pulmonar para o oxigênio armazenado nos músculos, necessária quando os leões marinhos estão mergulhando em profundidade. Outra forma de os leões-marinhos mitigarem o oxigênio obtido na superfície em mergulhos é reduzir a taxa de digestão. A digestão requer atividade metabólica e, portanto, energia e oxigênio são consumidos durante este processo; no entanto, os leões-marinhos podem limitar a taxa de digestão e diminuí-la em pelo menos 54%. Esta redução na digestão resulta em uma redução proporcional no uso de oxigênio no estômago e, portanto, um suprimento de oxigênio correlacionado para o mergulho. A taxa de digestão nesses leões-marinhos aumenta de volta às taxas normais imediatamente após o ressurgimento. O esgotamento do oxigênio limita a duração do mergulho, mas o acúmulo de dióxido de carbono (CO2) também desempenha um papel na capacidade de mergulho de muitos mamíferos marinhos. Depois que um leão-marinho retorna de um mergulho longo, o CO2 não é expirado tão rápido quanto o oxigênio é reposto no sangue, devido às complicações de descarga com o CO2. No entanto, ter níveis de CO2 no sangue acima do normal não parece afetar adversamente o comportamento de mergulho. Comparados aos mamíferos terrestres, os leões-marinhos têm uma tolerância maior ao armazenamento de CO2, que é o que normalmente diz aos mamíferos que precisam respirar. Essa capacidade de ignorar uma resposta ao CO2 é provavelmente provocada pelo aumento dos glomos caróticos, que são sensores dos níveis de oxigênio que permitem ao animal saber seu suprimento de oxigênio disponível. No entanto, os leões-marinhos não podem evitar os efeitos do acúmulo gradual de CO2, que eventualmente faz com que os passem mais tempo na superfície após vários mergulhos repetidos para permitir que o CO2 acumulado expire.

### Parasitas e doenças

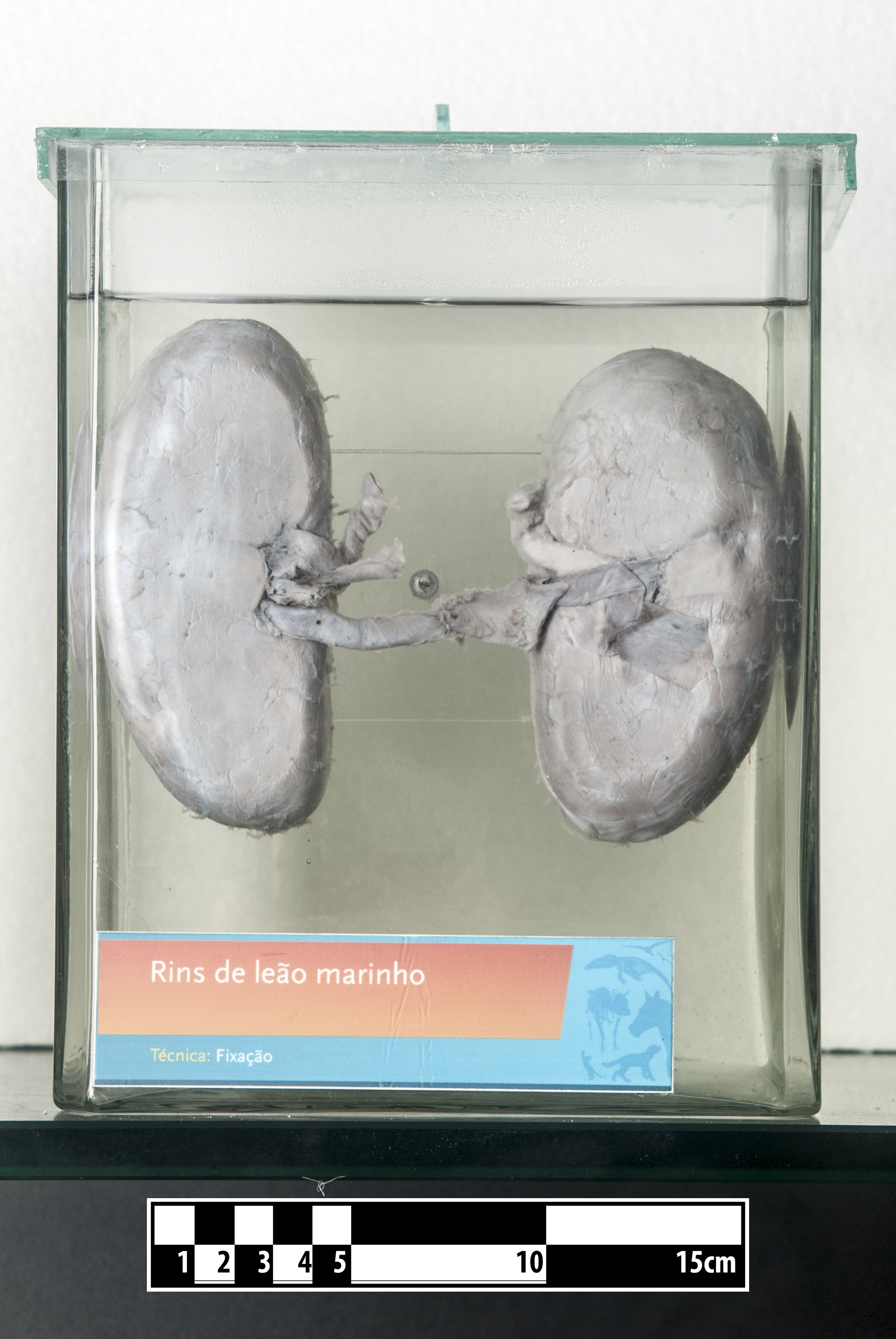
Rins de leão-marinho no Museu de Anatomia Veterinária da Faculdade de Medicina Veterinária e Zootecnia da Universidade de São Paulo (MAV/USP)

A infecção pelo parasita de pé Philophthalmus zalophi afetou a sobrevivência de jovens leões-marinhos-de-galápagos (Zalophus wollebaeki). Essa infecção leva a doenças que estão relacionadas ao aquecimento global. O número de estágios infecciosos de diferentes espécies de parasitas tem forte correlação com a mudança de temperatura, portanto é essencial considerar a correlação entre o aumento do número de infecções parasitárias e as mudanças climáticas. Para testar essa teoria proposta, os pesquisadores usaram os leões-marinhos das ilhas Galápagos, pois são endêmicos. As ilhas passam por mudanças sazonais nas temperaturas da superfície do mar, que consistem em altas temperaturas desde o início de janeiro até o mês de maio e temperaturas mais baixas durante o resto do ano. Parasitas surgiram em grande número quando a temperatura do mar estava mais alta. Além disso, os dados foram coletados por meio da captura de leões-marinhos, a fim de medir e determinar suas taxas de crescimento. Suas taxas de crescimento foram anotadas junto com as citações de parasitas que foram encontrados sob a pálpebra. Os resultados foram que são afetados pelos parasitas desde as primeiras 3 semanas de idade até a idade de 4 a 8 meses. Os parasitas encontrados causaram sérios danos aos olhos. Dos dados coletados, 21 dos 91 sobreviveram; com um total de 70 mortes em apenas um período de dois anos.
Além dos espécimes das ilhas Galápagos, também são afetados os leões-marinhos-australianos (Neophoca cinerea). O mesmo método foi usado para os filhotes do mar das Galápagos, mas, além disso, os pesquisadores da Austrália coletaram amostras de sangue. Os filhotes na Austrália estavam sendo afetados por ancilóstomos (Uncinaria), que surgiram em grande número com as temperaturas mais altas. Filhotes de leão-marinho-da-nova-zelândia (Phocarctos hookeri) também foram afetados em idades muito jovens por ancilóstomos. A diferença é que na Nova Zelândia os pesquisadores tomaram as medidas necessárias e iniciaram o tratamento. O tratamento pareceu ser eficaz nos filhotes que o fizeram. Não foram encontrados vestígios desta infecção depois. No entanto, a porcentagem de filhotes que o têm ainda é relativamente alta, cerca de 75%.
Da mesma forma, a mudança climática resultou no aumento da proliferação de algas tóxicas nos oceanos. Essas toxinas são ingeridas pelas sardinhas e outros peixes que são comidos pelos leões-marinhos, causando danos neurológicos e doenças como a epilepsia.

### Expressões genéticas e dieta

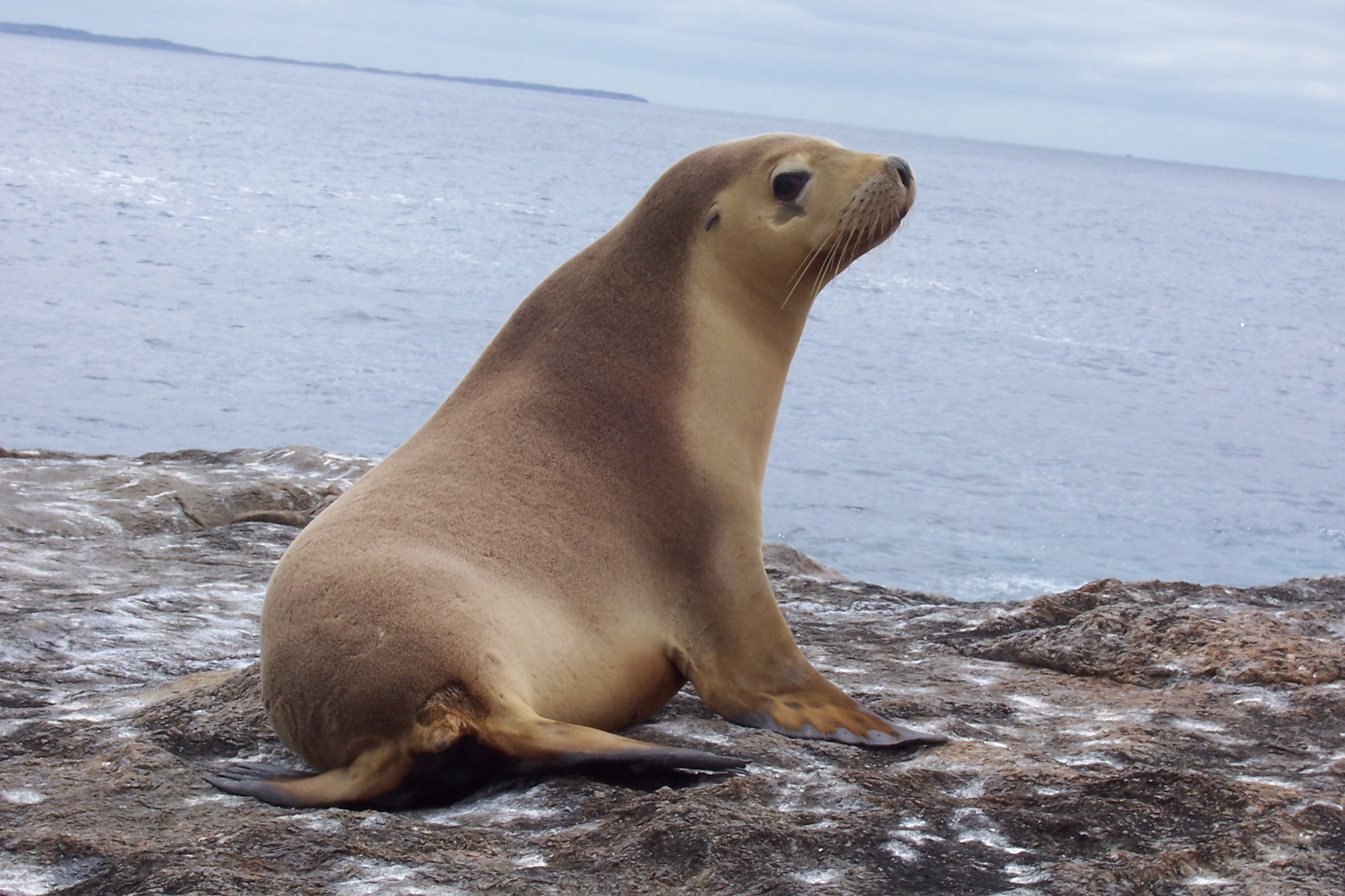
Leão-marinho-australiano

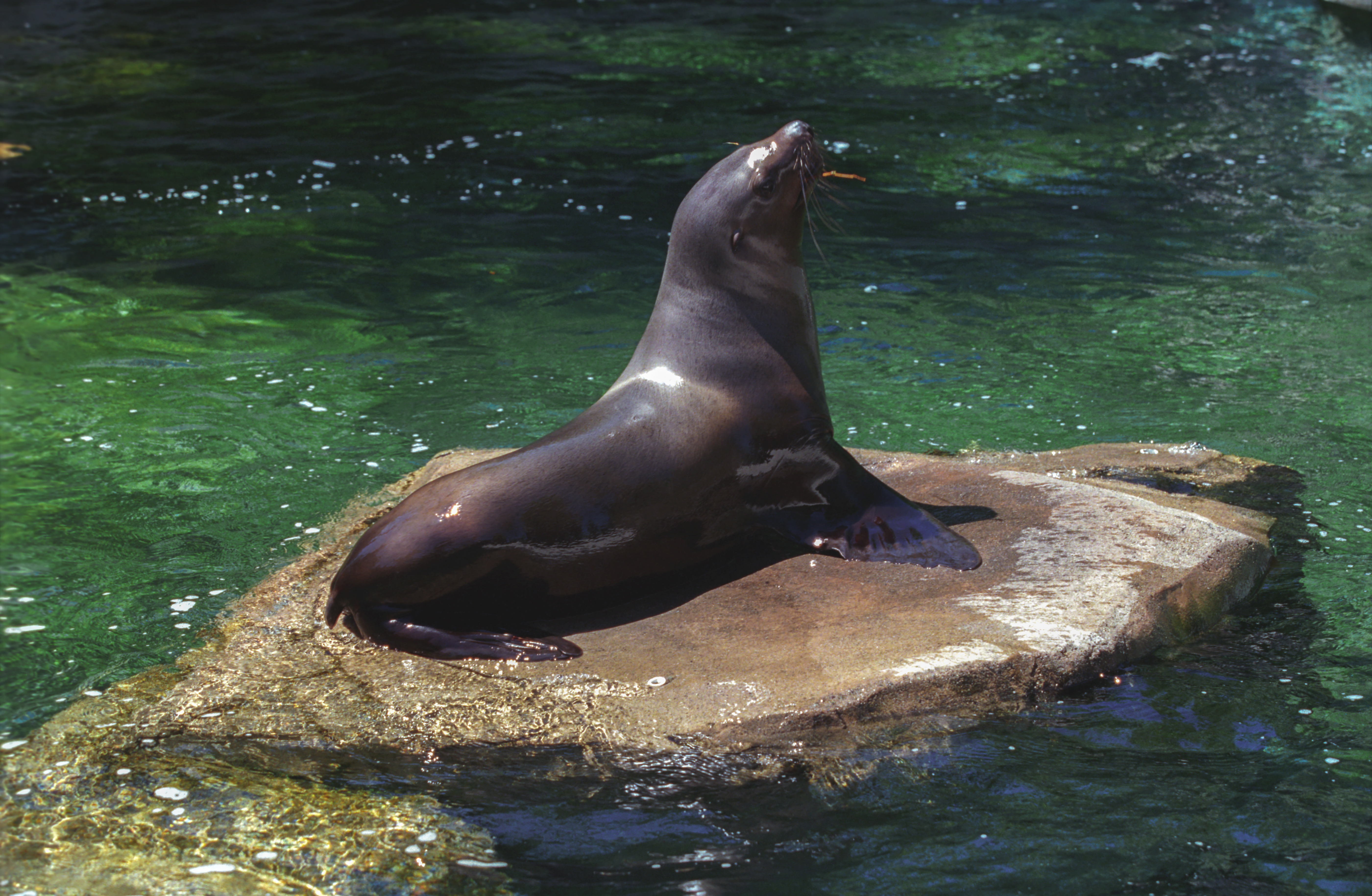
Leão-marinho-de-steller

As expressões gênicas estão sendo usadas com mais frequência para detectar as respostas fisiológicas à nutrição, bem como outros estressores. Em um estudo feito com quatro leões-marinhos-de-steller (Eumetopias jubatus), três dos quatro foram submetidos a um teste de 70 dias que consistiu em ingestão alimentar irrestrita, estresse nutricional agudo e estresse nutricional crônico. Os resultados mostraram que indivíduos sob estresse nutricional regularam negativamente alguns processos celulares em sua resposta imune e estresse oxidativo. O estresse nutricional foi considerado a causa mais próxima do declínio populacional nessa espécie. Nos leões-marinhos da Nova Zelândia, gradientes de norte a sul impulsionados por diferenças de temperatura mostraram-se fatores-chave na mistura de presas.

### Variação geográfica
A variação geográfica dos leões-marinhos foi determinada pelas observações de crânios de várias espécies de otariídeos; uma mudança geral no tamanho corresponde a uma mudança na latitude e na produtividade primária. Os crânios de leões-marinhos-australianos da Austrália Ocidental eram geralmente menores em comprimento, enquanto os maiores crânios são de localidades temperadas frias. Otariídeos estão em processo de divergência de espécies, muitas das quais podem ser causadas por fatores locais, particularmente latitude e recursos. As populações de uma determinada espécie tendem a ser menores nos trópicos, aumentar de tamanho com o aumento da latitude e atingir um máximo nas regiões subpolares. Em climas frios e águas frias, deve haver uma vantagem seletiva na redução relativa da área de superfície corporal resultante do aumento de tamanho, uma vez que a taxa metabólica está mais relacionada à área de superfície corporal do que ao peso corporal.

## Reprodução e população

### Reprodução

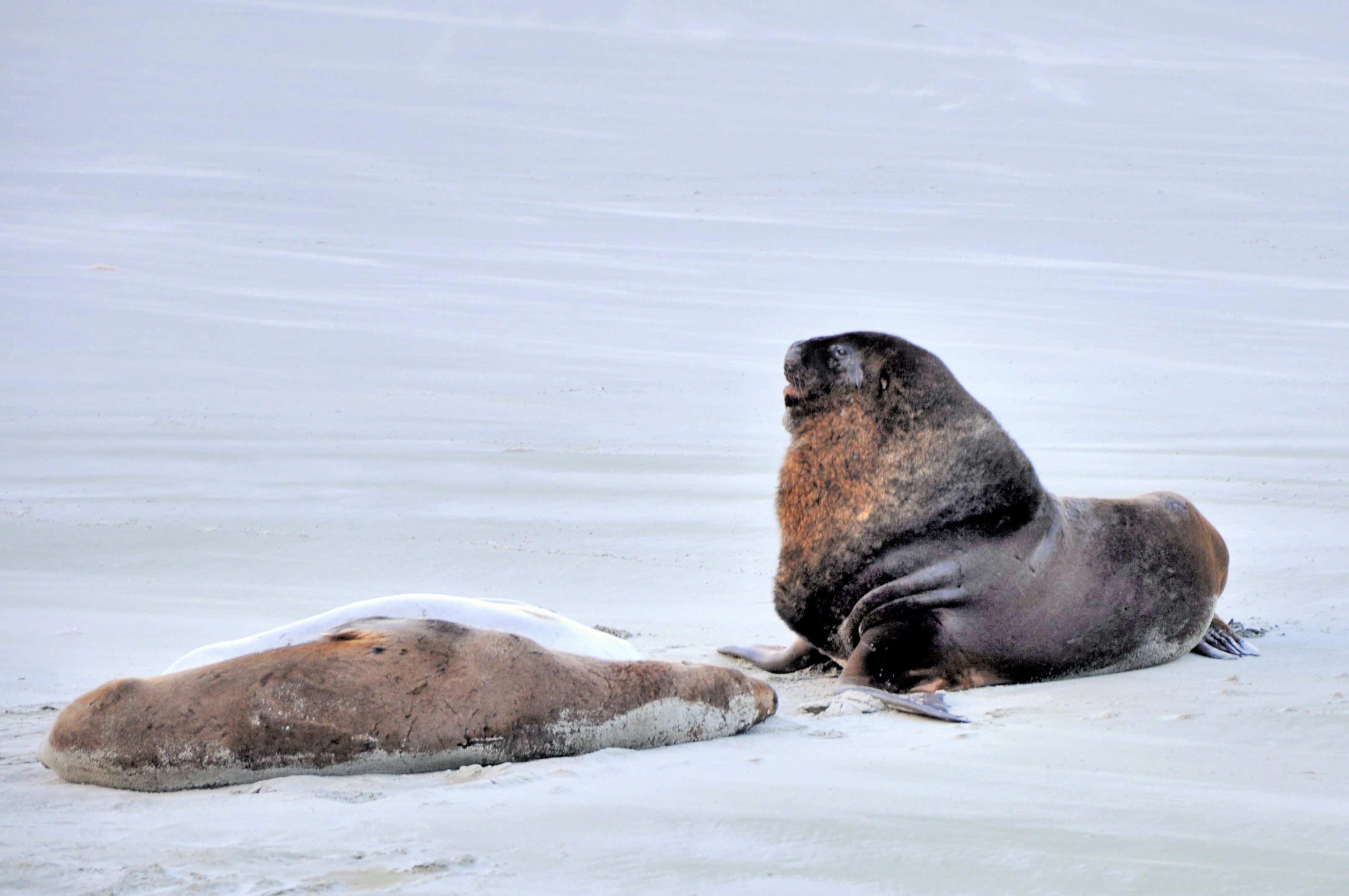
Leões-marinho numa praia na península de Otago

Os leões-marinhos, com três grupos de pinípedes, têm vários métodos e hábitos de reprodução em suas famílias, mas permanecem relativamente universais. Criam seus filhotes, acasalam e descansam em habitats terrestres ou com gelo. Sua abundância e comportamento de arrastamento têm um efeito direto em sua atividade de reprodução. Sua tendência sazonal se correlaciona com o período de reprodução entre o verão austral de janeiro a março. Seus viveiros são povoados com filhotes recém-nascidos, bem como otariídeos machos e fêmeas que permanecem para defender seus territórios. No final do período de reprodução, os machos se disseminam para comer e descansar, enquanto as fêmeas permanecem para se alimentar. Noutros pontos do ano há uma mistura de indivíduos de idades e gêneros diferentes nas colônias, com padrões de arrastamento variando mensalmente.
Os leões-marinhos-de-steller exibiram múltiplas estratégias competitivas para o sucesso reprodutivo. O acasalamento costuma ser polígamo, pois os machos geralmente acasalam com outras fêmeas para aumentar a aptidão e o sucesso, deixando alguns machos sem encontrar uma parceira. Os machos polígamos raramente fornecem cuidados parentais ao filhote. As estratégias usadas para monopolizar as fêmeas incluem a poliginia de defesa de recursos ou a ocupação de importantes recursos femininos. Trata-se de ocupar e defender um território com recursos ou características atraentes às fêmeas durante os períodos sexualmente receptivos. Alguns desses fatores podem incluir habitat de filhotes e acesso à água. Outras técnicas incluem limitar potencialmente o acesso de outros machos às fêmeas.

### População
O leão-marinho-da-américa-do-sul (Otaria flavescens) vive ao longo da costa chilena com uma população estimada em 165 000. De acordo com as pesquisas mais recentes no norte e no sul do Chile, está se recuperando aos padrões de meados do século XX, quando houve um declínio significativo na população. A recuperação está associada a menos caça, rápido crescimento populacional, legislação sobre reservas naturais e novos recursos alimentares. Os padrões de arrastamento mudam a abundância de leões-marinhos em determinados momentos do dia, mês e ano. Os padrões de migração estão relacionados à temperatura, radiação solar, presas e recursos hídricos. Estudos com leões-marinhos da América do Sul e outros otariídeos documentam a população máxima em terra durante o início da tarde, potencialmente devido ao arrastamento durante as altas temperaturas do ar. Os machos adultos e subadultos não apresentam padrões anuais claros, sendo a abundância máxima encontrada de outubro a janeiro. As fêmeas e seus filhotes arrastam-se durante os meses de inverno austral de junho a setembro.

## Interação com humanos

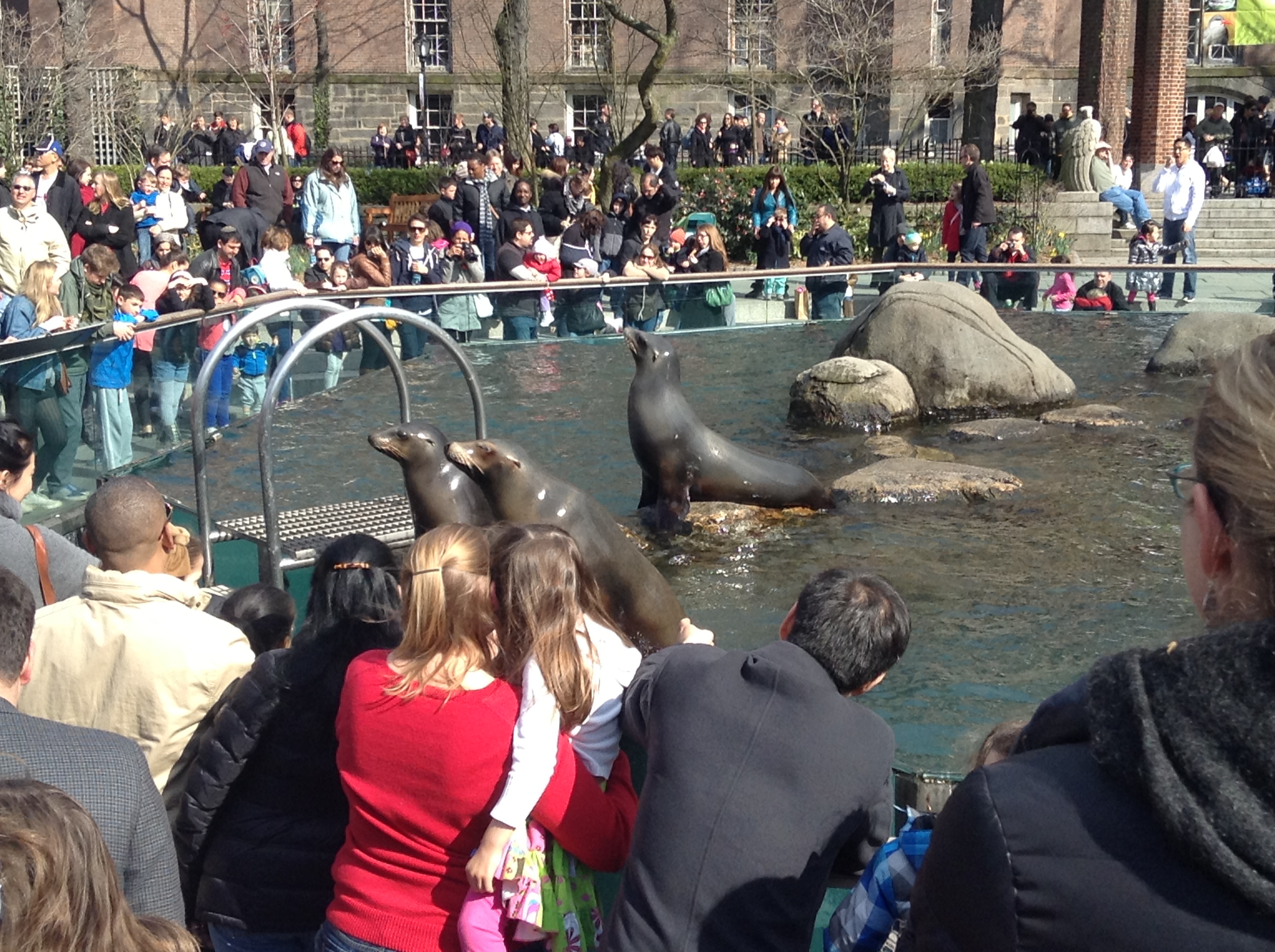
Leões-marinhos entretendo uma multidão no Zoológico do Central Park, em Nova Iorque, nos Estados Unidos

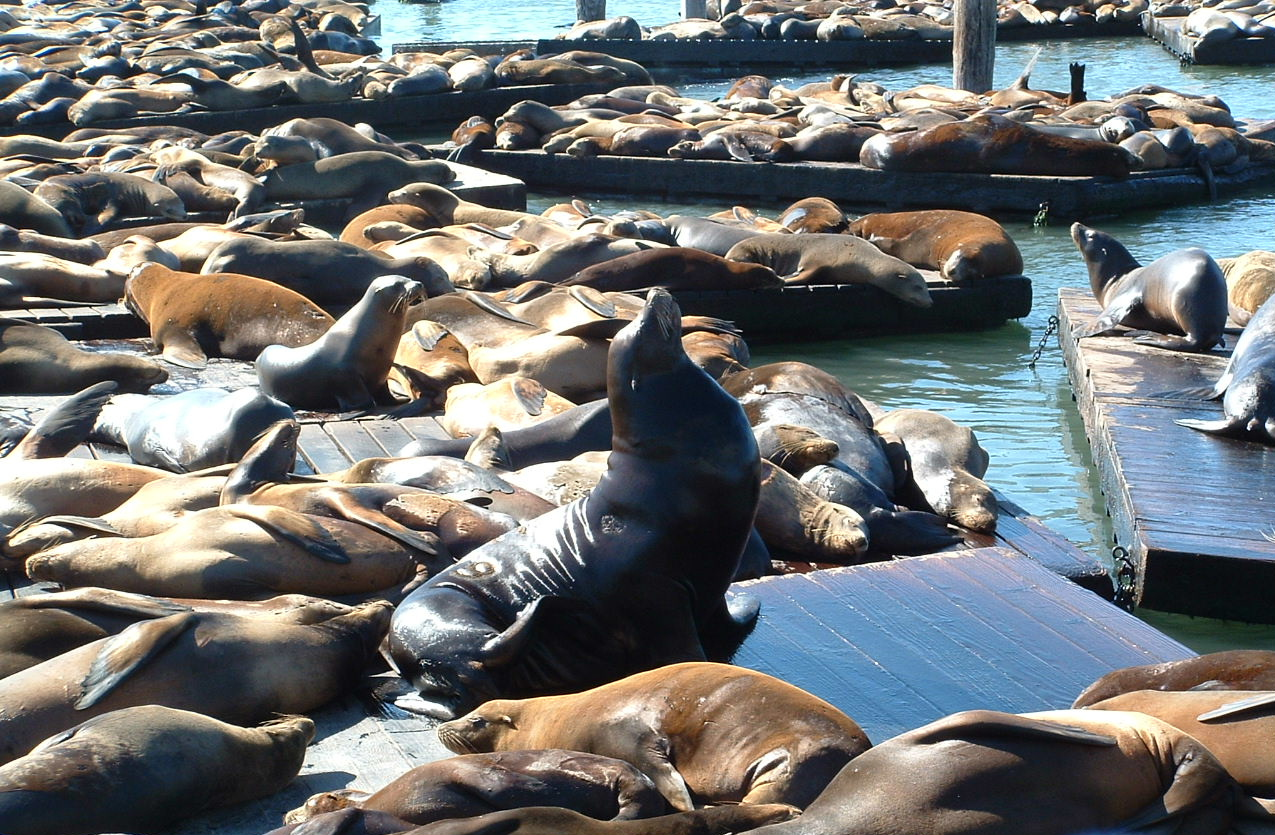
Centenas de leões-marinhos reunidos no Píer 39 de São Francisco, Califórnia, no Estados Unidos

Os leões-marinhos-da-américa-do-sul têm sofrido um grande impacto da exploração humana. Durante o final do Holoceno até meados do século XX, os caçadores-coletores ao longo do canal de Beagle e do norte da Patagônia reduziram muito o número de leões-marinhos devido à caça e à exploração do meio ambiente da espécie. Embora a caça às focas tenha sido interrompida em muitos países, como o Uruguai, a população continua diminuindo devido aos efeitos drásticos que os humanos têm em seus ecossistemas. Como resultado, estão forrageando em latitudes tropicais mais altas do que antes da exploração humana. Os pescadores desempenham um papel fundamental na ameaça aos leões-marinhos. Dependem de peixes, como o escamudo, como fonte de alimento e têm que competir com os pescadores por isso. Quando os pescadores são bem-sucedidos em seu trabalho, reduzem muito a fonte de alimento do leão-marinho, o que, por sua vez, coloca a espécie em perigo. Além disso, a presença humana e as atividades recreativas podem fazer com que os leões-marinhos se envolvam em ações violentas e agressivas. Quando os humanos se aproximam de 15 metros de um leão-marinho, a vigilância aumenta devido à perturbação. Esses distúrbios podem potencialmente fazer com que tenham respostas psicológicas de estresse que os fazem recuar, às vezes até abandonar seus locais, e diminui a quantidade de tempo passam se arrastando.
Ataques de leões-marinhos a humanos são raros, mas quando os humanos chegam a cerca de 2,5 metros (8 pés), pode ser muito inseguro. Em um ataque altamente incomum em 2007 na Austrália Ocidental, um leão-marinho saltou da água e atacou seriamente uma garota de 13 anos que surfava atrás de uma lancha. Parecia estar se preparando para um segundo ataque quando a garota foi resgatada. Um biólogo marinho australiano sugeriu que o leão marinho pode ter visto a menina "como um brinquedo de boneca de pano" para brincar. Em São Francisco, onde uma população cada vez maior de leões-marinhos-da-califórnia se aglomera nas docas ao longo da baía de São Francisco, incidentes foram relatados nos últimos anos de nadadores sendo mordidos nas pernas por machos grandes e agressivos, possivelmente como atos territoriais. Em abril de 2015, um leão-marinho atacou um homem de 62 anos que estava passeando de barco com sua esposa em São Diego. O ataque deixou o homem com um osso perfurado. Em maio de 2017, um leão-marinho agarrou e puxou uma garota para a água pelo vestido antes de recuar. A criança estava sentada em um píer na Colúmbia Britânica enquanto turistas alimentavam ilegalmente os leões-marinhos quando o incidente ocorreu. Ela foi retirada da água com ferimentos leves e recebeu tratamento profilático com antibióticos para infecção devido a uma mordida superficial.
Os leões-marinhos também têm sido um foco de turismo na Austrália e na Nova Zelândia. Um dos principais locais para vê-los é a Reserva Natural da Ilha Carnac, perto de Perth, na Austrália Ocidental. Este local turístico recebe mais de 100 000 visitantes, muitos dos quais são barcos de recreação e turistas, que podem observar machos arrastando-se para a costa.